# Philip Burnell
Sir Philip Burnell († 1294) war ein englischer Adliger.
Philip Burnell war ein Sohn von Hugh Burnell, dem jüngeren Sohn eines Grundbesitzers aus Shropshire. Die Familie benannte sich schon vor 1192 nach Acton Burnell. Sein Vater starb 1286, doch Burnell verdankte seinem weiteren Aufstieg vor allem seinem Onkel Robert Burnell, der Bischof von Bath und Wells war und vor allem als langjähriger Kanzler von König Eduard I. einen umfangreichen Grundbesitz in den Welsh Marches und in anderen Teilen Englands erwerben konnte. Robert Burnell erwarb 1283 auch die Vormundschaft für den minderjährigen Richard FitzAlan, dem Erben der Honour of Arundel. Dadurch konnte er seinen Neffen Philip mit Matilda FitzAlan (auch Maud FitzAlan), der Schwester seines Mündels verheiraten. Beim Tod seines Onkels Robert Burnell 1292 erbte Philip dessen umfangreiche Besitzungen. Diese umfassten 82 Güter, von denen 21 Güter in Shropshire lagen, dazu kamen Besitzungen in 18 weiteren Grafschaften. Philip starb jedoch bereits 1294. Bei seinem Tod war er hoch verschuldet.
Mit seiner Frau Matilda FitzAlan hatte Burnell mindestens zwei Kinder:
- Edward Burnell, 1. Baron Burnell († 1315);
- Maud Burnell († nach 1323), ⚭ (1) John Lovel, 2. Baron Lovel, ⚭ (2) John de Haudlo († 1346).

Sein Erbe wurde sein minderjähriger Sohn Edward, nach dessen kinderlosen Tod wurde seine Mutter Maud seine Erbin.